# Zelene, Kobeleakî
Zelene (în ucraineană Зелене) este un sat în comuna Butenkî din raionul Kobeleakî, regiunea Poltava, Ucraina.

## Demografie
Componența lingvistică a localității Zelene
     Ucraineană (97,83%)
     Rusă (2,17%)
Conform recensământului din 2001, majoritatea populației localității Zelene era vorbitoare de ucraineană (97,83%), existând în minoritate și vorbitori de rusă (2,17%).